# Nombre parfait

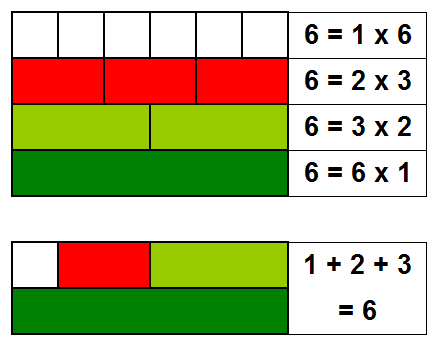
Illustration du caractère parfait du nombre 6 à l'aide de réglettes Cuisenaire : 6 est divisible par 1 (réglettes blanches), par 2 (réglettes rouges) et par 3 (réglettes vertes) et la somme de ces trois réglettes redonne bien 6

En arithmétique, un nombre parfait est un entier naturel égal à la somme de ses diviseurs sauf lui-même (diviseurs stricts). Plus formellement, un nombre parfait n est un entier tel que σ(n) = 2n où σ(n) est la somme des diviseurs positifs de n. Ainsi 6 est un nombre parfait car ses diviseurs entiers sont 1, 2, 3 et 6, et il vérifie bien 6 = 1 + 2 + 3. Mais 12 n'est pas un nombre parfait car ses diviseurs sont 1, 2, 3, 4, 6 et 12, mais 1 + 2 + 3 + 4 + 6 = 16.

## Nombres parfaits pairs

### Premières découvertes
Dans le Livre IX de ses Éléments, Euclide, au IIIe siècle av. J.-C., a démontré que si M = 2p − 1 est premier, alors M(M + 1)/2 = 2p − 1(2p − 1) est parfait.
Par ailleurs, Leonhard Euler, au XVIIIe siècle, a démontré que tout nombre parfait pair est de la forme proposée par Euclide. La recherche de nombres parfaits pairs est donc liée à celle des nombres de Mersenne premiers (nombres premiers de la forme Mp = 2p − 1, l'entier p étant alors nécessairement premier). La « perfection » d'un tel nombre s'écrit :

### Exemples
Les quatre premiers nombres parfaits sont connus depuis l'Antiquité :
- 6 = 21(22 − 1) = (1 + 2) + 3 ;
- 28 = 22(23 − 1) = (1 + 2 + 4) + (7 + 14) ;
- 496 = 24(25 − 1) = (1 + 2 + 4 + 8 + 16) + (31 + 62 + 124 + 248) ;
- 8 128 = 26(27 − 1) = (1 + 2 + 4 + 8 + 16 + 32 + 64) + (127 + 254 + 508 + 1 016 + 2 032 + 4 064).

Depuis, le total est passé à 52 nombres parfaits (puisqu'on ne connaît que 52 nombres de Mersenne premiers, le dernier découvert en octobre 2024) sans même que l'on sache, à partir du 49e, s'il n'y a pas des « trous » (des nombres parfaits intermédiaires non encore découverts),.
Les sept premiers nombres parfaits pairs sont donnés dans le tableau suivant (correspondant à la suite A000396 de l'OEIS) :
| p  | Nombre de Mersenne premier Mp | Nombre parfait 2p − 1Mp |
| -- | ----------------------------- | ----------------------- |
| 2  | 3                             | 6                       |
| 3  | 7                             | 28                      |
| 5  | 31                            | 496                     |
| 7  | 127                           | 8 128                   |
| 13 | 8 191                         | 33 550 336              |
| 17 | 131 071                       | 8 589 869 056           |
| 19 | 524 287                       | 137 438 691 328         |

### Propriétés
Tout nombre parfait pair se termine par un 6 ou par 28, mais pas forcément en alternance.
En 2000, Douglas Iannucci a démontré que tous les nombres pairs parfaits sont des nombres de Kaprekar en base deux.
Les nombres parfaits pairs étant de la forme 2n−1(2n − 1), ce sont des nombres triangulaires (et même hexagonaux) et, en tant que tels, la somme des entiers naturels jusqu'à un certain rang (impair), en l'occurrence 2n − 1. De plus, tous les nombres parfaits pairs, excepté le premier, sont la somme des 2(n−1)/2 premiers cubes impairs. Par exemple :
28 = 13 + 33 ;
496 = 13 + 33 + 53 + 73 ;
8128 = 13 + 33 + 53 + 73 + 93 + 113 + 133 + 153.
La somme des inverses des diviseurs d'un nombre parfait pair est égale à 2.

## Nombre parfait impair
Aujourd'hui, les mathématiciens ignorent si des nombres parfaits impairs existent. Différents travaux ont été entrepris mais aucun ne permet d'affirmer ou d'infirmer leur existence. En 1496, Jacques Lefèvre a affirmé que tout nombre parfait est de la forme décrite par Euclide, ce qui impliquerait bien sûr qu'aucun nombre parfait impair n'existe. En 2003, Carl Pomerance a présenté une méthode heuristique qui suggère qu'aucun nombre parfait impair n'existe.
Un nombre parfait impair N doit remplir les conditions suivantes:
- N est supérieur à[8] 101 500.
- N est de la forme {\displaystyle N=q^{\alpha }p_{1}^{2e_{1}}\ldots p_{k}^{2e_{k}}} où :
  - q, p1, … , pk sont des nombres premiers distincts (Euler) ;
  - q ≡ α ≡ 1 (modulo 4) (Euler) ;
  - le plus petit facteur premier de N est inférieur à[9] (2k + 8) / 3 ;
  - la relation e1 ≡ e2 ≡ … ≡ ek ≡ 1 (modulo 3) n'est pas satisfaite[10] ;
  - qα > 1062 ou pj2ej > 1062 pour au moins un[8] j ;
  - N est inférieur à[11] 24k.
- Si ei ≤ 2 pour tout i :
  - le plus petit diviseur premier de N est au moins[12] 739 ;
  - α ≡ 1 (modulo 12) ou α ≡ 9 (modulo 12)[10].
- N est de la forme 12m + 1 ou 324m + 81 ou 468m + 117[13].
- Le plus grand diviseur premier de N est supérieur à[14] 108.
- Le second plus grand diviseur premier de N est supérieur à[15] 104 et le troisième à[16] 100.
- N se décompose en au moins 101 facteurs premiers[8] dont au moins 10 facteurs premiers distincts[17]. Si 3 n'est pas un diviseur de N, alors N comporte au moins 12 diviseurs premiers distincts[18].

John Voight a trouvé un nombre impair N = n ⋅ p où n et p sont premiers entre eux, p premier et {\displaystyle \sigma (n)(p-1)=2N}, alors qu'il faudrait {\displaystyle \sigma (n)(p+1)=2N} pour que N soit parfait impair ( {\displaystyle n=3^{4}7^{2}11^{2}19^{2}} et  {\displaystyle p=127}) ,. Il considère alors {\displaystyle -N=n(-p)} comme nombre parfait impair négatif.

## Propriétés mineures
Comme on l'a vu précédemment les nombres parfaits pairs ont une forme bien précise et les nombres parfaits impairs sont rares si tant est qu'ils existent. Il existe un certain nombre de propriétés simples à démontrer sur les nombres parfaits :
- Un nombre parfait n'est pas divisible par 105[21],[b].
- Le seul nombre parfait pair de la forme x3 + 1 est 28[22].
- Un nombre de Fermat ne peut être parfait[23].
- La somme des inverses des diviseurs d'un nombre parfait vaut 2 :
  - pour 6, 1/6 + 1/3 + 1/2+ 1/1 = 2 ;
  - pour 28, 1/28 + 1/14 + 1/7 + 1/4 + 1/2 + 1/1 = 2.
- Le nombre de diviseurs d'un nombre parfait N (pair ou impair) est pair, puisque N ne peut être un carré parfait[2].
  - De ces deux résultats on déduit que tout nombre parfait est un nombre à moyenne harmonique entière.
- En base 10, tous les nombres parfaits pairs se terminent par 6 ou 28 ; en base 9, à la seule exception de 6, ils se terminent tous par 1[24],[25].
- Le seul nombre parfait sans facteur carré est 6.

## Notions apparentées
Si la somme des diviseurs stricts est plus petite que le nombre, ce nombre est dit déficient. Dans le cas où la somme est plus grande, le nombre est dit abondant. Ces termes sont issus de la numérologie grecque. Un couple de nombres dont chacun est la somme des diviseurs stricts de l'autre est dit amical, les cycles plus étendus sont dits sociables. Un entier positif tel que chaque entier inférieur est la somme de diviseurs distincts du premier nombre est dit pratique.